# Ariari
Guayabero je rijeka u Kolumbiji. Sutokom s rijekom Guayabero tvori rijeku Guaviare. Pripada porječju rijeke Orinoco.

## Vanjske poveznice
|  | Zajednički poslužitelj ima još gradiva o temi Ariari |